# Epagoge grotiana
Epagoge grotiana ist ein Schmetterling (Nachtfalter) aus der Familie der Wickler (Tortricidae).

## Merkmale
Epagoge grotiana besitzt eine Flügelspannweite von etwa 15 Millimetern. Die Vorderflügel besitzen eine ockergelbe Grundfarbe. An der vorderen Flügelkante des Vorderflügels befinden sich zwei große braune Flecke sowie dazwischen an der hinteren Flügelkante ein weiterer großer brauner Fleck. Die gegenüberliegenden Flecke können sich berühren. In Sitzhaltung „verschmelzen“ die vier inneren Flecke zu einem breiten Band. Alle sechs Flecke deuten manchmal ein X-förmiges Muster an. In der Basal- und Submarginalregion befinden sich kleinere braune Flecke, die in der Sitzhaltung mehrere querverlaufende Punktreihen bilden. Die Hinterflügel sind dunkelbeige gefärbt.

## Verbreitung
Epagoge grotiana ist in der Paläarktis beheimatet. Die Art kommt in weiten Teilen Europas, einschließlich den Britischen Inseln, vor.

## Lebensweise
Den typischen Lebensraum von Epagoge grotiana bilden Laubwälder. Die Schmetterlinge fliegen in den Monaten Juni und Juli. Sie sind hauptsächlich während der Dämmerung aktiv. Die Raupen fressen an Blättern verschiedener Bäume und Sträucher, insbesondere an Eiche, an Weißdorne und an Brombeeren.